# Chico Buarque de Hollanda (album)
Chico Buarque de Hollanda è il primo album di Chico Buarque ed è stato inciso nel 1966.

## Tracce
Testi e musica di Chico Buarque.

### Lato A
1. A banda
2. Tem mais samba
3. A Rita
4. Ela e sua janela
5. Madalena foi pro mar
6. Pedro Pedreiro

### Lato B
1. Amanhã, ninguém sabe
2. Você não ouviu
3. Juca
4. Olê, olá
5. Meu refrão
6. Sonho de um carnaval